# Ieva Zasimauskaitė
Ieva Zasimauskaitė, litovska pevka, *2. julij 1993.

## Zgodnje življenje
Ieva Zasimauskaitė se je rodila in odraščala v Kaunasu. Leta 2012 je maturirala na gimnaziji Rasos v Kalniečiaiju (šola je del kaunaške Univerze Vitolda Velikega). Leta 2015 je diplomirala iz hotelirstva na Mednarodni šoli za pravo in poslovanje v Vilni.

## Kariera
Leta 2007 je nastopila na Mladinski pesmi Evrovizije 2007 kot spremljevalna vokalistka Line Jurevičiūtė.
Leta 2012 je sodelovala v oddaji Lietuvos balsas. Prišla je do superfinala in skupaj z Dimo Bilanom zapela njegovo uspešnico Never Let You Go. Kmalu zatem je začela solo glasbeno kariero in napisala svojo debitantsko pesem »Pasiilgau«. Ieva je začela tudi nastopati na različnih dogodkih; večinoma je pela na poslovnih dogodkih in porokah.

### Pesem Evrovizije
Ieva je prvič nastopila na litovskem nacionalnem izboru za Pesem Evrovizije leta 2013 skupaj z izvajalcem Gabrieliusom s pesmijo »I Fall in Love«. Uvrstila sta se v finale, kjer sta zasedla 5. mesto. Naslednjič je na nacionalnem izboru nastopila samostojno leta 2014; med 20 tekmovalci se je uvrstila na šesto mesto. Leta 2016 je ponovno sodelovala na izboru, s pesmijo »Life (Not That Beautiful)«, s katero se je v finalu uvrstila na 4. mesto. Leta 2017 je spet sodelovala na izboru in med vsemi tekmovalci se je uvrstila na 9. mesto. Leta 2018 je na izboru zmagala s pesmijo »When We're Old« in nastopila na Evroviziji v prvem polfinalu in se v finalu uvrstila na 12. mesto s 181 točkami. Na litovski izbor se je ponovno vrnila leta 2022 s pesmijo »I'll Be There« in se v finalu uvrstila na 7. mesto.

## Zasebno življenje
Ievini starši so zdravstveni delavci. Ima starejšega brata Ugniusa, rojenega leta 1989. Junija 2015 se je po petih letih zveze poročila z Mariusom Kiltinavičiusom, nekdanjim trenerjem litvanske košarkarske reprezentance do 20 let ter nekdanjim trenerjem košarkarskega kluba Sūduva-Mantinga in tudi nekdanjim pevcem skupine N.E.O. Leta 2014 sta oba postala vegetarijanca. Par se je ločil leta 2020.  Ieva se je drugič poročila dne 21. junija 2021, njen mož pa je Simas Grabauskas.

## Diskografija

### Pesmi
- »Life (Not That Beautiful)« (2016)
- »You Saved Me« (2017)
- »When We're Old« (2018)
- »Kol myliu« (2018)
- »Paslėpk mane« (2018)
- »Absorbed« (2018)
- »Apkabink« (2018)
- »Aš galiu skrist« (2019)
- »What do you want from me?« (2019)
- »Visą save« (2019)
- »Praėjo« (2019)
- »Labas Tau Tariu« (2020)
- »Jau Nieko Neliko« (2020)
- »I'll Be There« (2022)